# Ріхард Стеглик
Ріхард Стеглик (словац. Richard Stehlík; 22 червня 1984, м. Скалиця, ЧССР) — словацький хокеїст, захисник.
Вихованець хокейної школи ХК «36 Скаліца». Виступав за ХК «36 Скаліца», «Шербрук Касторс» (QMJHL), «Люїстон МЕЙНієкс» (QMJHL), «Дукла» (Тренчин), «Спарта» (Прага), «Мілвокі Адміралс» (АХЛ), «Комета» (Брно), ХК «Вітковіце», «Салават Юлаєв» (Уфа), «Атлант» (Митищі), МОДО, «Філлах», «Оцеларжи», ГПК, «Ліптовський Мікулаш» та «Руан».
У чемпіонатах Словаччини — 133 матчі (11+9), у плей-оф — 15 матчів (3+3). В чемпіонатах Чехії — 238 матчів (31+37), у плей-оф — 67 матчів (5+7).
У складі національної збірної Словаччини провів 67 матчів (2 голи); учасник чемпіонатів світу 2006 і 2007 (13 матчів, 0+1). У складі молодіжної збірної Словаччини учасник чемпіонатів світу 2002, 2003 і 2004. У складі юніорської збірної Словаччини учасник чемпіонатів світу 2001 і 2002.
Досягнення
- Чемпіон Чехії (2006, 2007), срібний призер (2010).